# Drapeau de Denison (Texas)
 (mai 2025).
Si vous disposez d'ouvrages ou d'articles de référence ou si vous connaissez des sites web de qualité traitant du thème abordé ici, merci de compléter l'article en donnant les références utiles à sa vérifiabilité et en les liant à la section « Notes et références ».
Le drapeau de la ville de Denison, au Texas, est conçu en 1873 et officiellement approuvé le 13 novembre 1968. Il est composé d'un bicolore vert et blanc séparé par une bande rouge, avec une bande verticale noire et une étoile blanche au centre.

## Symbolisme
Les significations de chacune des couleurs et de l'étoile sont les suivantes :
- La bande verte représente l'herbe verte du territoire indien (maintenant l'Oklahoma, situé à seulement quelques kilomètres au nord).
- La bande rouge représente la rivière Rouge voisine.
- La bande blanche représente les champs de coton du Texas.
- La bande verticale noire séparant les bandes représente le Missouri-Kansas-Texas Railroad (mieux connu sous le nom de MKT ou Katy Railroad, qui fait maintenant partie de l'Union Pacific Railroad).
- L'étoile au milieu représente Denison.